# Пенчо Сватов
Пенчо Недков Сватов (Свата) е български кожухар и опълченец.

## Биография
Роден е на 8 ноември 1851 г. в Габрово. Обучава се като кожухар в Търново. Там се запознава със Стефан Стамболов и Георги Измирлиев. След потушаването на Априлското въстание емигрира в Румъния, а след това в Сърбия. Доброволец е в руско-българския отряд в Сръбско-турската война от 1876 г. Ранен е при Гредетин и е изпратен на лечение. Награден е със сребърно отличие. След това се установя в Букурещ за около шест месеца. През април 1877 г. става опълченец в Пета опълченска дружина. Участва в боевете при Стара Загора, Шипченския проход, с. Зелено дърво и Шейновския укрепен лагер. Награден е със Знака за отличие на военния орден „Свети Георги“ IV степен, сребърен медал и позлатена чаша. Доброволец е във Втори конен полк по време на Сръбско-българската война от 1885 г.
Преди Освобождението се занимава с търговия и внос на луксозни стоки от чужбина. След 1878 г. изнася в Германия кожи от зайци и лисици, а внася кожи от тюлени, рисове, норки.
Той е дългогодишен председател на Габровското поборническо-опълченско дружество, а от 1924 до смъртта си е негов почетен председател. Участва в тържествата на връх Шипка през 1902, 1922 и 1934 г.
Осиновява индустриалецът Стефан Сватов, на когото е чичо.
Умира на 22 януари 1947 г. в Габрово.